# Wienersk
Wienersk er en dialekt af det bairiske sprog talt i den østrigske hovedstad Wien. Den varierer væsentligt fra andre bairiske dialekter, idet det udover tysk også er influeret fra jiddisch, tjekkisk, ungarsk, italiensk og fransk grundet de mange forskellige folk, der flyttede til Wien under det østrig-ungarske rige.
Dialekten er meget specifik for Wien og forstås dårligt i selv områderne lige omkring byen. Tidligere kunne dialekten inddeles i fire forskellige dialekter navngivet efter den bezirk, den taltes i, hhv. Favoriten, Meidling, Ottakring og Floridsdorf.